# Нап'єр-Філд
Нап'єр-Філд (англ. Napier Field) — місто (англ. town) в США, в окрузі Дейл штату Алабама. Населення — 409 осіб (2020).

## Географія
Нап'єр-Філд розташований за координатами 31°18′54″ пн. ш. 85°27′18″ зх. д. / 31.31500° пн. ш. 85.45500° зх. д. (31.314870, -85.454901).  За даними Бюро перепису населення США в 2010 році місто мало площу 0,67 км², уся площа — суходіл.

## Демографія
Згідно з переписом 2010 року, у місті мешкали 354 особи в 167 домогосподарствах у складі 96 родин. Густота населення становила 528 осіб/км².  Було 209 помешкань (312/км²).
Расовий склад населення:
| - 79,7 % — білих - 16,1 % — чорних або афроамериканців - 1,7 % — корінних американців - 1,7 % — азіатів |

До двох чи більше рас належало 0,8 %. Частка іспаномовних становила 2,0 % від усіх жителів.
За віковим діапазоном населення розподілялося таким чином: 19,2 % — особи молодші 18 років, 68,4 % — особи у віці 18—64 років, 12,4 % — особи у віці 65 років та старші. Медіана віку мешканця становила 42,3 року. На 100 осіб жіночої статі у місті припадало 118,5 чоловіків;  на 100 жінок у віці від 18 років та старших — 116,7 чоловіків також старших 18 років.
Середній дохід на одне домашнє господарство  становив 38 521 долар США (медіана — 32 000), а середній дохід на одну сім'ю — 40 863 долари (медіана — 34 750). Медіана доходів становила 29 479 доларів для чоловіків та 32 917 доларів для жінок. За межею бідності перебувало 21,7 % осіб, у тому числі 30,9 % дітей у віці до 18 років та 9,8 % осіб у віці 65 років та старших.
Цивільне працевлаштоване населення становило 191 осіб. Основні галузі зайнятості: роздрібна торгівля — 22,0 %, виробництво — 16,2 %, транспорт — 12,6 %.